# Campeonato Uruguaio de Futebol de 1933
O Campeonato Uruguaio de Futebol de 1933 foi a 2ª edição da era profissional do Campeonato Uruguaio. O torneio consistiu em uma competição com três turnos, no sistema de todos contra todos. Como Nacional e Peñarol empataram em número de pontos, disputaram uma final para decidir quem venceria o campeonato. Já que nos dois primeiros jogos o resultado foi de empate em 0 a 0, houve a necessidade de se jogar uma terceira partida em novembro de 1934 (!), onde o Nacional venceu o Peñarol por 3 a 2 e se sagrou campeão uruguaio de 1933.

## Classificação
- Fontes:

| Pos | Equipe         | Pts | J  | V  | E | D  | GP | GC | SG  |
| --- | -------------- | --- | -- | -- | - | -- | -- | -- | --- |
| 1º  | Nacional       | 46  | 27 | 20 | 6 | 1  | 56 | 10 | 46  |
| 2º  | Peñarol        | 46  | 27 | 21 | 4 | 2  | 77 | 18 | 59  |
| 3º  | Rampla Juniors | 32  | 27 | 14 | 4 | 9  | 39 | 29 | 10  |
| 4º  | Wanderers      | 31  | 27 | 11 | 9 | 7  | 39 | 36 | 3   |
| 5º  | Defensor       | 29  | 27 | 12 | 5 | 10 | 50 | 39 | 11  |
| 6º  | Sud América    | 25  | 27 | 9  | 7 | 11 | 30 | 40 | -10 |
| 7º  | River Plate    | 18  | 27 | 6  | 6 | 15 | 19 | 45 | -26 |
| 8º  | Racing         | 15  | 27 | 4  | 7 | 16 | 29 | 58 | -29 |
| 9º  | Central        | 14  | 27 | 4  | 6 | 17 | 33 | 63 | -30 |
| 10º | Bella Vista    | 14  | 27 | 6  | 2 | 19 | 27 | 61 | -34 |

|  | Classificados para a final. |

## Final
- Fonte:>

### Primeiro desempate
| 27 de maio de 1934 | Nacional | 0 – 0 | Peñarol | Estádio Centenário, Montevidéu               |
|                    |          |       |         | Público: 42 000 Árbitro: Telésforo Rodríguez |

Aos 25 minutos da 2a etapa, uma confusão foi armada por conta do episódio que ficou conhecido como El gol de la valija. Após o árbitro Telésforo Rodríguez ter sido agredido pelos jogadores do Nacional e levado à enfermaria do Estádio Centenário, foi substituído por Scandroglio, que suspendeu o jogo por falta de luz aos 25 minutos da segunda etapa. Em 30 de julho foi decidido que a partida seria continuada a partir dos 25 minutos do segundo tempo e sem espectadores.

#### Continuação do primeiro desempate
| 25 de agosto de 1934 | Nacional | 0 – 0 | Peñarol | Estádio Centenário, Montevidéu                   |
|                      |          |       |         | Público: Sem espectadores Árbitro: Aníbal Tejada |

Como o Nacional teve dois jogadores expulsos pela agressão ao árbitro Telésforo Rodríguez, teve que continuar os 20 minutos restantes do jogo com os dois homens a menos e ainda uma prorrogação com 30 minutos cada tempo, totalizando 80 minutos de jogo com dois atletas a menos em relação ao Peñarol. Esse jogo ficou conhecido como o "Clássico dos nove contra onze".

### Segundo desempate
| 2 de setembro de 1934 | Nacional | 0 – 0 | Peñarol | Estádio Centenário, Montevidéu            |
|                       |          |       |         | Público: 35 000 Árbitro: Domingo Lombardi |

Ainda foi jogada uma prorrogação com 30 minutos cada tempo, totalizando 60 mais minutos de jogo. Como o placar persistiu em 0 a 0, foi necessário um terceiro desempate.

### Terceiro desempate
| 18 de novembro de 1934 | Nacional                  | 3 – 2 | Peñarol                               | Estádio Centenário, Montevidéu             |
|                        | Héctor Castro 53' 61' 77' |       | Braulio Castro 42' · Juan Arremón 58' | Público: 35 000 Árbitro: Juan Carlos Cerón |

| Campeonato Uruguaio de 1933   |
| ----------------------------- |
| Nacional Campeão (12º título) |

## Ver Também
- El gol de la valija